# Anheuser-Busch InBev
Anheuser-Busch InBev (AB InBev) — міжнародна пивоварна корпорація, найбільший у світі виробник пива. Утворена у формі публічної компанії зі штаб-квартирою в місті Левен, Бельгія.
Станом на кінець 2009 року виробничі потужності корпорації включали 140 заводів з виробництва пива та 13 заводів з виробництва безалкогольних напоїв. Компанії належать майже 300 торговельних марок пива, у тому числі Budweiser, Stella Artois та Beck's, що мають статус світових, а також Leffe та Hoegaarden, які позиціюватися як міжнародні. Решта торговельних марок — регіональні та національні.

## Історія

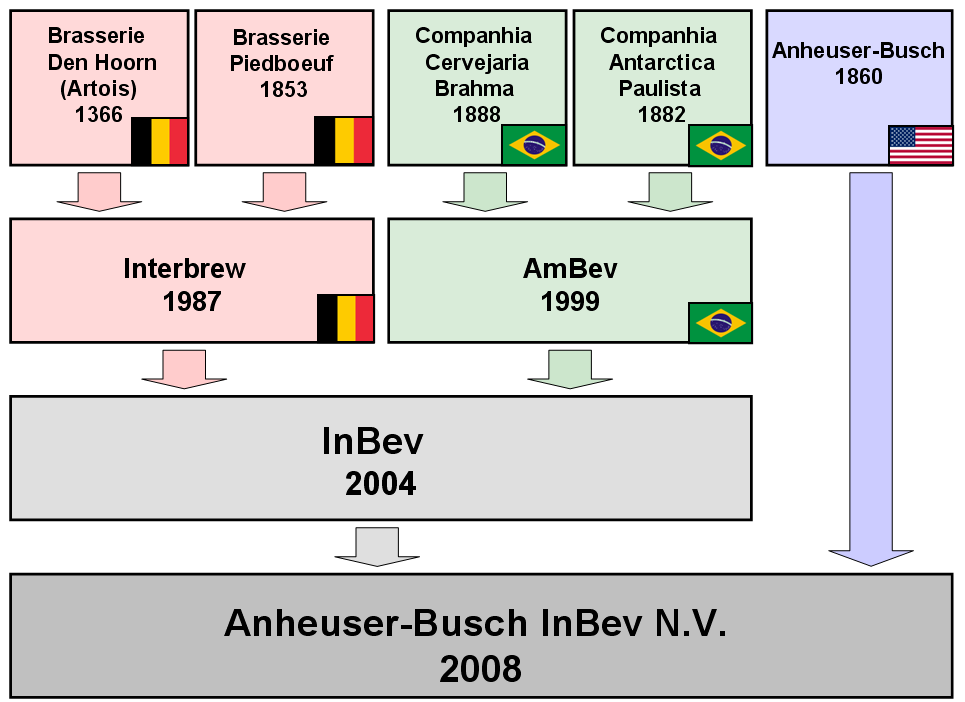
Схема створення Anheuser-Busch InBev

Корпорацію було утворено 18 листопада 2008 року шляхом злиття компаній Anheuser-Busch (США) та бельгійсько-бразильської InBev, які на момент об'єднання займали відповідно третє та перше місце у світі за обсягами виробництва пива. Злиття відбулося шляхом викупу акцій Anheuser-Busch на загальну суму 52 мільярди доларів США.
У свою чергу InBev веде свою історію від 2004 року, у якому відбулося злиття бельгійської Interbrew, що володіла численними пивоварними активами в Європі, та бразильської AmBev, що контролювала значну частку пивного ринку Південної Америки. Обидві компанії, що об'єдналися у стурктурі InBev, були також порівняно новими, утвореними наприкінці XX століття злиттям декількох відповідно бельгійських та бразильських пивоварних компаній.
Об'єднана корпорація Anheuser-Busch InBev володіє виробничими підрозділами у 23 країнах світу, забезпечуючи працевлаштування близько 116 тисяч осіб. Управління регіональним активам корпорації здійснюється відповідно до географічної структури, яка включає шість операційних зон: Північна Америка, Латинська Америка (Північ), Латинська Америка (Південь), Західна Європа, Східна Європа, Азійсько-Тихоокеанський регіон. В межах кожної з цих зон функціонують регіональні компанії, які здійснюють операційне управління активами корпорації, зазвичай на національному рівні.
Корпорація також володіє 50% акцій лідера мексиканського пивного ринку компанії Grupo Modelo.
Акції корпорації Anheuser-Busch InBev торгуються на Нью-Йоркській фондовій біржі та на європейській біржі Euronext.
AB InBev оголосила про падіння прибутків на 4% у 2015 році до 8,5 млрд доларів. Причиною стали падіння продажів у США, Бразилії та Китаї.
У 2016 році AB InBev продав японській компанії Asahi популярні бренди пива Peroni та Grolsch, вони були виставлені на продаж для збереження конкурентного середовища після поглинання компанії SABMiller. Продажем цих брендів Anheuser-Busch  InBev намагався уникнути санкцій регуляторів під час поглинання. Компанія, що утвориться від злиття вироблятиме близько 30% пива у світі, а також очікує економію на операційних витратах щонайменше на 1,4 мільярдів доларів після завершення угоди.
У 2017 році найбільший світовий пивоварний концерн «Anheuser-Busch InBev» (AB InBev) та найбільша пивоварна компанія Туреччини Anadolu Efes (Efes) уклали угоду про наміри щодо об’єднання своїх бізнесів на території Росії та України у рівних частках. Це рішення є наслідком угоди про злиття AB InBev та SABMiller, яка завершилась у жовтні 2016 року, після чого AB InBev отримала 24% акцій Anadolu Efes. Майбутня назва об’єднаної компанії - AB InBev-Efes. Рада директорів матиме рівне представництво обох компаній, її очолюватиме Тунджай Озильхан, який нині є Головою Ради директорів Anadolu Group та Anadolu Efes. Передбачається, що угода може бути закрита до кінця першого півріччя 2018 року. 6 лютого 2018 року АМКУ дав дозвіл ПАТ «САН ІнБев Україна» на придбання активів ПрАТ «Ефес Україна».

## Anheuser-Busch InBev в Україні
В Україні Anheuser-Busch InBev представлена дочірньою компанією САН ІнБев Україна, через яку здійснюється операційне управління трьома виробничими підрозділами у формі безбалансових філій: пивкомбінатом «Десна» (Чернігів), пивзаводом «Рогань» (Харків) та пивзаводом «Янтар» (Миколаїв).
За результатами 2009 року обсяги реалізації продукції САН ІнБев Україна склали понад 104 мільйони декалітрів, що відповідає 39,8% обсягів українського ринку пива та робить Anheuser-Busch InBev лідером національного ринку.